# مسيرة من أجل العلم
مسيرة من أجل العلم (المعروفة سابقًا باسم مسيرة العلماء في واشنطن) هي سلسلة دولية من التجمعات والمسيرات التي حدثت في يوم الأرض. عقدت المسيرة الافتتاحية في 22 أبريل 2017، في واشنطن العاصمة وأكثر من 600 مدينة أخرى في جميع أنحاء العالم. ووفقًا للمنظمين، فإن المسيرة هي حركة غير حزبية للاحتفال بالعلم والدور الذي يلعبه في الحياة اليومية. كانت أهداف المسيرات والتجمعات هي التأكيد على أن العلم يدعم الصالح العام، والدعوة إلى سياسة قائمة على الأدلة في المصلحة العامة. قدر منظمو المسيرة من أجل العلم الحضور العالمي بنحو 1.07 مليون مشارك، مع 100 ألف مشارك في المسيرة الرئيسية في واشنطن العاصمة، و70 ألف في بوسطن، و60 ألف في شيكاغو، و50 ألف في لوس أنجلوس، و50 ألف في سان فرانسيسكو، و20 ألف في سياتل، و14 ألف في فينيكس، و11 ألف في برلين.
عقدت مسيرة ثانية من أجل العلم في 14 أبريل 2018. شاركت 230 فعالية عبر الأقمار الصناعية حول العالم في الحدث السنوي الثاني، بما في ذلك مدينة نيويورك وأبوجا ونيجيريا وباروت بالهند. أقيمت مسيرة ثالثة من أجل العلم في 22 مايو 2019، هذه المرة بمشاركة 150 موقع حول العالم.
يقول منظمو ومؤيدو المسيرة من أجل العلم إن دعم العلم يجب أن يكون غير حزبي. تنظم المسيرة من قبل علماء يشككون في جدول أعمال إدارة ترامب، وينتقدون سياسات إدارة ترامب التي ينظر إليها على نطاق واسع بأنها معادية للعلم. ويذكر موقع المسيرة على الإنترنت أن «حكومة أمريكية تتجاهل العلم لتحقق أجندات أيديولوجية تعرض العالم للخطر».
تشمل القضايا الخاصة بالسياسة العلمية التي أثارها المشاركون في المسيرة دعم صنع السياسات القائمة على الأدلة، فضلًا عن دعم التمويل الحكومي للبحث العلمي، والشفافية الحكومية، وقبول الحكومة للإجماع العلمي بشأن تغير المناخ والتطور. وتأتي المسيرة في إطار نشاط سياسي متزايد للعلماء الأمريكيين في أعقاب انتخابات نوفمبر 2016 ومسيرة النساء في 2017.
قال روبرت إن بروكتور، مؤرخ العلوم في جامعة ستانفورد، إن مسيرة العلوم كانت «غير مسبوقة من حيث حجم واتساع المجتمع العلمي الذي شارك فيها» ويعود ذلك في جذوره إلى «تصور أوسع للهجوم الهائل على المفاهيم المقدسة للحقيقة التي تعتبر مقدسة بالنسبة للمجتمع العلمي».

## معلومات عامة

### دونالد ترامب
في عام 2012، وصف دونالد ترامب تغير المناخ بأنه خدعة. ووعد، كمرشح رئاسي، باستئناف بناء خط أنابيب كيستون إكس إل والتراجع عن قوانين وكالة حماية البيئة الأمريكية (إي بّي إيه) التي اعتمدتها إدارة أوباما.
بعد انتخاب ترامب، سعى فريقه الانتقالي إلى البحث عن موظفين محددين في وزارة الطاقة الأمريكية (دي أو إيه) وهم الذين عملوا في مجال تغير المناخ خلال إدارة أوباما.
قبل تقليد ترامب لمنصبه، بدأ العديد من علماء المناخ بتنزيل بيانات المناخ من مواقع الويب الحكومية التي يخشون حذفها من قبل إدارة ترامب. شكلت الإجراءات الأخرى التي اتخذتها أو وعدت بها إدارة ترامب إلهامًا للمسيرة، بما في ذلك الانسحاب من اتفاقية باريس، ومواقف مرشحي مجلس وزرائه، وتجميد المنح البحثية، وأمر حظر النشر المفروض على العلماء في وكالة حماية البيئة فيما يتعلق بنشر نتائج أبحاثهم. في فبراير 2017، وصف ويليام هابر، وهو مستشار علمي محتمل لترامب لديه وجهات نظر متشككة حول ظاهرة الاحتباس الحراري التي يسببها الإنسان، مجال علوم المناخ بأنه «يشبه إلى حد كبير العبادة» وممارسوه «مشوشو الفكر». قالت صحيفة ساينس إنسايدر إن طلب الميزانية الأول لترامب هو «يوم ميزانية مقيت بالنسبة للعلوم الأمريكية» لأنه كان يحتوي على تخفيضات كبيرة في التمويل لبرامج الإدارة الوطنية للمحيطات والغلاف الجوي (إن أو إيه إيه) للأبحاث والأقمار الصناعية، ومكتب وكالة حماية البيئة للبحث والتطوير، ومكتب وزارة الطاقة للعلوم وبرامج الطاقة، والمسح الجيولوجي الأمريكي، والمعاهد الوطنية للصحة، وغيرها من الوكالات العلمية.

### التضامن الدولي
تم التخطيط لمسيرات دولية مشابهة لها في جميع أنحاء العالم. وقد دعم كلاهما العلماء الأمريكيين وعلماء المناخ عمومًا، واحتجوا على انتهاكات أخرى للحرية الأكاديمية على الصعيد الدولي، مثل الإجراءات الحكومية ضد جامعة أوروبا الوسطى في هنغاريا، وإغلاق المعاهد التعليمية، وإقالة الأكاديميين في حملات التطهير التركية في الفترة 2016-2017، فضلًا عن القضايا المحلية.

## التخطيط والمشاركون
كان مصدر الإلهام الرئيسي وراء التخطيط للمسيرة هو مسيرة النساء لعام 2017 في 21 يناير 2017. نشأت الفكرة بحد ذاتها بإنشاء المسيرة من نقاش على موقع ريديت حول إزالة مراجع التغير المناخي من موقع البيت الأبيض. في النقاش، كتب ناشر مجهول اسمه «Beaverteeth92» تعليقًا بشأن الحاجة «لمسيرة للعلماء في واشنطن». استجاب عشرات من مستخدمي ريديت بشكل إيجابي للاقتراح. قام جوناثان بيرمان، زميل ما بعد الدكتوراه في مركز العلوم الصحية بجامعة تكساس ومشارك في المحادثة الأصلية، بإنشاء صفحة على موقع فيسبوك، وتغذية تويتر، وموقع ويب لتنظيم مسيرة. وقد زاد عدد أعضاء مجموعة الفيسبوك من 200 عضو إلى 300 ألف في أقل من أسبوع، لترتفع إلى 800 ألف عضو. وقد أشاد فرادى العلماء بهذا التطور وانتقدوه على حد سواء.
تم الإعلان في 30 مارس أن بيل ناي ومنى حنا عطيشة وليديا فيلا كوماروف سيتصدرون المسيرة، ويكونون كرؤساء مشاركين فخريين. كان من المقرر أن يحدث الاحتجاج في يوم الأرض، مع مسيرات الأقمار الصناعية المخطط لها في مئات المدن في جميع أنحاء العالم.
بالنسبة للمسيرة الافتتاحية في واشنطن العاصمة، تألفت اللجنة الوطنية من (بالترتيب الأبجدي):
صوفيا أحسان الدين، فالوري في. أكينو، جوناثان بيرمان، تيون إل بروكس، بيكا إيكونوموبولوس، كيت غيج، كريستين غونثر، كيشور هاري، سلون هينينغسن، ريتشل هولواي، آرون هويرتاس، أيانا إليزابيث جونسون، روزالين ليبير، جوليا ماكفال، آدم ميلر، لينا ميلر، كيتلين فارو، جنيفر ريديغ، جوانا سبنسر سيغال، لاكي تران، كورتني ويبر، كارولين واينبرغ، وأماندا يانغ.